# Bruno Rodríguez Parrilla

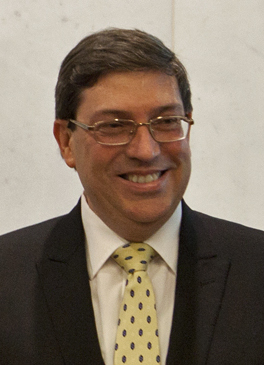
Bruno Rodríguez Parrilla

Bruno Eduardo Rodríguez Parrilla (* 22. Januar 1958 in Mexiko-Stadt, Mexiko) ist ein kubanischer Rechtsanwalt, Journalist und Politiker. Er ist amtierender Außenminister der Republik Kuba.
Rodríguez Parrilla ist Sohn eines spanischen Bürgerkriegsflüchtlings. Seine politische Karriere begann er als Studentenführer im kubanischen Studentenverband FEU. Er war zwischenzeitlich als Professor für Völkerrecht an der Universität Havanna tätig und arbeitete dann in der Leitung des kommunistischen Jugendverbands  UJC: ab 1985 als Leiter der Kulturabteilung und ab 1986 als Sekretär für internationale Beziehungen. 1991 wurde er zum Chefredakteur der Zeitung der UJC Juventud Rebelde ernannt. 1990 wurde Rodríguez Mitglied des Zentralkomitees der Kommunistischen Partei Kubas (PCC) und erhielt zwei Jahre später die Verantwortung für dessen Kulturabteilung.
Als Kulturpolitiker war Rodríguez Parrilla 1991 maßgeblich an der Kontroverse um den Kinofilm „Alicia im Ort der Wunder“ (Alicia en el pueblo de Maravillas) beteiligt, die zum Aufführungsverbot des Films und zum Rücktritt des Präsidenten des Filminstituts ICAIC führte. Drei Tage nach der Premiere des Films in Havanna erschien am 16. Juni 1991 sein Artikel in Juventud Rebelde, dessen Ablehnung des Films als konterrevolutionär in den folgenden Tagen von weiteren Autoren in anderen staatlichen Publikationen bestätigt wurde.

## Diplomatische Karriere
Als Offizier der kubanischen Armee war er an der Intervention in Angola beteiligt. Von 1993 bis 1995 fungierte er als stellvertretender Botschafter seines Landes bei den Vereinten Nationen, von 1995 bis Dezember 2003 als Leiter der UN-Vertretung, anschließend als stellvertretender Außenminister mit den Zuständigkeiten Lateinamerika und Karibik sowie Information und Kommunikation. Ab Oktober 2004 war Rodríguez erster stellvertretender Außenminister unter Felipe Pérez Roque. Rodríguez leitete die humanitären Hilfseinsätze in Haiti (2004) und Pakistan (2005–2006).
Am 2. März 2009 nahm Kubas Staats- und Regierungschef Raúl Castro eine größere Regierungsumbildung vor, wobei er Bruno Rodríguez Parrilla zum neuen Außenminister ernannte. 
Am 11. Dezember 2012 wurde er von Raúl Castro auf der V. Sitzung des Zentralkomitees der PCC zum Mitglied des Politbüros ernannt. Während der Sitzung erklärte Raúl Castro auch die Notwendigkeit eine neue Führungsgeneration heranzubilden.